# Indexación Semántica Latente
La indexación semántica latente (ISL) es un método de indexación y recuperación que utiliza un método numérico llamado descomposición en valores singulares (SVD por sus siglas en inglés) para identificar patrones en las relaciones entre los términos contenidos en una colección de textos no estructurados. La ISL se basa en el principio de que las palabras que se utilizan en el mismo contexto tienden a tener significados similares. La característica fundamental de la ISL es su habilidad para extraer el contenido conceptual de un documento, estableciendo asociaciones entre aquellos términos que ocurran en contextos similares.
La ISL fue patentada en 1988 por Scott Deerwester, Susan Dumais, George Furnas, Richard Harshman, Thomas Landauer, Karen Lochbaum y Lynn Streeter.
La idea principal es emparejar por conceptos en lugar de por términos, o sea, un documento podría ser recuperado si comparte conceptos con otro que es relevante para la consulta dada. Esto se consigue mapeando los documentos (vector índice de términos) y los vectores consultas dentro de un espacio dimensional reducido el cual está asociado con conceptos, y puede que la recuperación de información en este espacio reducido sea superior a la obtenida en el espacio de términos indexados. Para esto se elige una forma de análisis denominada Descomposición en Valores Singulares (SVD).

## Especificación del modelo de ISL
La ISL es una variación del Modelo Vectorial, en la que los documentos se representan a partir de vectores de pesos no binarios, al igual que las consultas, la función de similitud es el coseno del ángulo entre el vector del documento y el de la consulta y se trabaja como framework con el álgebra vectorial. A continuación se describirá el comportamiento del modelo.

### Matriz Términos-Documentos
Para el análisis ISL primero se construye una matriz {\displaystyle C} donde las filas representan los términos y las columnas los documentos, esta matriz establece las relaciones término documento por lo que cada elemento {\displaystyle x_{ij}} representa el peso del término {\displaystyle i} en el documento {\displaystyle j}. Estos pesos pueden ser calculados como el producto del peso local del término {\displaystyle l_{ij}} en un documento específico y el peso global del término en la colección de documentos {\displaystyle g_{i}}. Los pesos anteriores pueden ser calculados de diversas formas como se muestran en las tablas a continuación.

#### Funciones de peso local más usadas.
| Nombre                | Fórmula |
| --------------------- | --- |
| Binaria               | {\displaystyle l_{ij}=1} si el término existe en el documento, 0 en otro caso                                     |
| Frecuencia de término | {\displaystyle l_{ij}=\mathrm {tf} _{ij}}, el número de ocurrencias del término i en el documento j               |
| Log                   | {\displaystyle l_{ij}=\log(\mathrm {tf} _{ij}+1)}                                                                 |
| Augnorm               | {\displaystyle l_{ij}={\frac {{\Big (}{\frac {\mathrm {tf} _{ij}}{\max _{i}(\mathrm {tf} _{ij})}}{\Big )}+1}{2}}} |

#### Funciones de peso global más usadas.
| Nombre  | Fórmula |
| ------- | --- |
| Binaria | {\displaystyle g_{i}=1} |
| Normal  | {\displaystyle g_{i}={\frac {1}{\sqrt {\sum _{j}\mathrm {tf} _{ij}^{2}}}}} |
| GfIdf   | {\displaystyle g_{i}=\mathrm {gf} _{i}/\mathrm {df} _{i}}, donde {\displaystyle \mathrm {gf} _{i}} es el número de veces que {\displaystyle i} ocurre en toda la colección, y {\displaystyle \mathrm {df} _{i}} es el número de documentos en los cuales ocurre el término {\displaystyle i}. |
| Idf     | {\displaystyle g_{i}=\log _{2}{\frac {n}{1+\mathrm {df} _{i}}}} |
| Entropy | {\displaystyle g_{i}=1+\sum _{j}{\frac {p_{ij}\log p_{ij}}{\log n}}}, donde {\displaystyle p_{ij}={\frac {\mathrm {tf} _{ij}}{\mathrm {gf} _{i}}}} |

Resultados empíricos reportan que Log y Entropía , son funciones de peso que funcionan bien juntas. En otras palabras que cada elemento {\displaystyle x_{ij}} de {\displaystyle C} se calcula como:
{\displaystyle g_{i}=1+\sum _{j}{\frac {p_{ij}\log p_{ij}}{\log n}}}
{\displaystyle x_{ij}=g_{i}\ \log(\mathrm {tf} _{ij}+1)}

### Descomposición en Valores Singulares
El objetivo fundamental de ISL es encontrar una matriz {\displaystyle C_{k}} que constituya una aproximación a la matriz Términos-Documentos {\displaystyle C}. En esa aproximación se va a obtener información que no estaba disponible directamente en la matriz {\displaystyle C}, sino que se encontraba latente en esta. La matriz {\displaystyle C_{k}} debe cumplir las siguientes condiciones:
- La norma de Frobenius de la diferencia con {\displaystyle C_{k}} debe ser mínima.
- El rango debe ser al menos {\displaystyle k}, donde {\displaystyle k} es mucho menor que el rango de {\displaystyle C}. En este caso decimos que {\displaystyle C_{k}} es una aproximación de rango bajo.

La descomposición en valores singulares (SVD) puede ser usada para resolver el problema de la matriz de aproximación de rango bajo. Para esto se realiza el siguiente procedimiento que consta de tres pasos:
1- Hallar la SVD de la matriz Términos-Documentos. En otras palabras, siendo {\displaystyle C} ∈ {\displaystyle R^{m*n}} y rango {\displaystyle r}, se obtiene como resultado {\displaystyle C=UEV^{T}} , donde:
- {\displaystyle U} ∈ {\displaystyle R^{m*m}} es una matriz cuyas columnas son vectores propios ortogonales de {\displaystyle CC^{T}} . Representa los términos en el espacio de términos.
- {\displaystyle V} ∈ {\displaystyle R^{n*n}} es una matriz cuyas columnas son vectores propios ortogonales de {\displaystyle C^{T}C}. Representa los documentos en el espacio de documentos.
- Los valores propios de {\displaystyle CC^{T}} son los mismos que los de {\displaystyle C^{T}C}.
- {\displaystyle E} ∈ {\displaystyle R^{m*n}}, tal que {\displaystyle E_{ii}} es la raíz de los valores propios para {\displaystyle 1} ≤ {\displaystyle i} ≤ {\displaystyle r} y cero en otro caso.

2- Obtener de {\displaystyle E} la matriz {\displaystyle E_{k}}, remplazando por ceros los {\displaystyle r-k} menores valores propios en la diagonal de {\displaystyle E}.
3- Calculamos {\displaystyle C_{k}=UE_{k}V^{T}}. De esta forma se obtiene una aproximación de {\displaystyle C} de rango {\displaystyle k}.
Algo importante a tener en cuenta es que {\displaystyle r} debe ser lo suficientemente grande
para evitar que se escape información relevante a la hora de hacer una consulta,
pero a la vez debe ser lo suficientemente pequeño para permitir filtrar todos los
detalles no relevantes.

### Representación de las consultas
Una vez encontrada la matriz {\displaystyle C_{k}} se puede proceder a la recuperación de
documentos. Para esto se realiza una transformación del vector de consulta {\displaystyle q} a
su representación en el espacio ISL mediante:
qk = Ek-1UkTq
Se puede notar que la ecuación anterior no depende en ninguna medida de que q sea una consulta; este es simplemente un vector en el espacio de los términos. Esto significa que si tenemos una representación ISL de una colección de documentos, podemos agregar uno nuevo usando la ecuación antes planteada. Por supuesto, esto puede ser peligroso puesto que no se actualiza la frecuencia de los términos existentes en el sistema y no se adicionan los nuevos términos que posee el documento. La calidad del método ISL va en descenso a medida
que se añaden nuevos documentos, por lo que eventualmente habría que volver a realizar los cálculos.

### Función de Similitud
La más utilizada de las funciones de similitud entre los vectores {\displaystyle d_{j}} y {\displaystyle q_{i}} es el coseno del ángulo entre ambos vectores, o sea, {\displaystyle d_{j}*q_{i}}. Esta fórmula es no solo aplicable para calcular la similitud entre un documento y una consulta, sino también para computar la similitud entre dos documentos y entre dos términos. En el caso de los términos habría primero que convertir sus vectores representativos al espacio en que se está trabajando, es decir habría que obtener:
tk = Ek-1VkTt

## Conveniencias del modelo ISL
La ISL como alternativa ante otros modelos tiene beneficios e inconvenientes que deberán tenerse en cuenta si se desea utilizar este modelo.

### Ventajas
ISL resulta una buena aproximación de solución a dos de los principales problemas de las consultas booleanas: la sinonimia y la polisemia.
Se puede utilizar para realizar una categorización automática de los documentos y particionarlos.
Dado que es estrictamente matemático, es independiente del lenguaje, por lo tanto, puede extraer el contenido de cualquier documento independientemente del idioma en que está escrito sin estructuras auxiliares como los diccionarios y permite la búsqueda de términos de un idioma en documentos redactados en otro o varios idiomas, devolviendo resultados conceptualmente similares.
Se adapta automáticamente a terminología cambiante y se ha comprobado que es muy tolerante a ruido. Maneja efectivamente datos diversos, ambiguos y contradictorios.
Mientras menor sea la nueva dimensión mayor será el recobrado e increíblemente un valor en los cientos puede incrementar la precisión.
Al igual que el modelo vectorial permite el macheo parcial y el ranking, además tiene en cuenta la dependencia entre términos.

### Desventajas
Inicialmente, los mayores problemas de la ISL fueron la escalabilidad y el rendimiento, pues el costo temporal y espacial es relativamente alto con respecto a otras técnicas. Afortunadamente, la existencia en la actualidad de procesadores de alta velocidad y de memoria barata, han disminuido considerablemente esta situación.
También resulta problemático determinar el valor óptimo de la nueva dimensión a utilizar, aunque experimentalmente se ha comprobado la efectividad de los valores propuestos previamente.
Funciona mejor en aplicaciones donde haya poco solapamiento entre las consultas y los documentos.
No hay formas cómodas de expresar negaciones de términos ni condiciones booleanas.
En resumen, ISL resuelve dos de las más problemáticas restricciones del Modelo Booleano, la sinonimia y la polisemia. También es usado para ejecutar categorización automática de documentos. La agrupación dinámica, basada en el contenido contextual
de los documentos también es una tarea que puede ser lograda con ISL.